# Владикавказ
Владикавказ е столицата на руската република Северна Осетия. Населението му е ок. 312 770 души (2008).
От 1932 до 1944 г., както и от 1954 до 1990 г., градът носи името Орджоникидзе. От 1944 до 1954 г. името му е Дзауджикау.
Владикавказ е разположен на река Терек, на 700 m надморска височина.
Владикавказ е побратимен с българския град Кърджали. В града има улица Кырджалийская и паметник на Георги Димитров.

## История
Основан е през 1784 г. като крепост, защитаваща входа на Дарялската клисура – вратата към Кавказ. Името му дава императрица Екатерина II.
В града са живели и творили поетите Лермонтов, Пушкин, Толстой. През 1875 г. се свързва с железопътна линия с Ростов на Дон и Баку и започва да се развива и индустриално.
През 1999 и 2008 г. градът е жертва на няколко терористични акта. На 26 ноември 2008 г. кметът на града Витали Караев е застрелян в автомобила му от неизвестен убиец. На 31 декември същата година наследникът на поста му Казбек Пагиев също е застрелян от неизвестен извършител.

## Население
- 1926 – 73 600 жители
- 1939 – 130 800 жители
- 1959 – 164 420 жители
- 1970 – 236 200 жители
- 1979 – 278 930 жители
- 1989 – 300 198 жители
- 2002 – 315 608 жители
- 2010 – 311 635 жители

Етническия състав през 2002 година е: 59,51 % – осетинци, 27,59 % – руснаци, 3,89 % – арменци, 2,32 % – грузинци, 0,8 % – ингуши.

## Климат
Климатът в града е умерен, с мека зима и дълго лято. Средната годишна температура е 9,2 °C, а средното количество годишни валежи е 933 mm.
| Климатични данни за Владикавказ       | Климатични данни за Владикавказ | Климатични данни за Владикавказ | Климатични данни за Владикавказ | Климатични данни за Владикавказ | Климатични данни за Владикавказ | Климатични данни за Владикавказ | Климатични данни за Владикавказ | Климатични данни за Владикавказ | Климатични данни за Владикавказ | Климатични данни за Владикавказ | Климатични данни за Владикавказ | Климатични данни за Владикавказ | Климатични данни за Владикавказ |
| Месеци                                | яну.                            | фев.                            | март                            | апр.                            | май                             | юни                             | юли                             | авг.                            | сеп.                            | окт.                            | ное.                            | дек.                            | Годишно                         |
| Абсолютни максимални температури (°C) | 20,2                            | 23,0                            | 30,3                            | 34,0                            | 35,0                            | 38,0                            | 37,5                            | 39,2                            | 38,2                            | 33,5                            | 28,7                            | 27,2                            | 39,2                            |
| Средни максимални температури (°C)    | 3,3                             | 3,6                             | 8,1                             | 15,2                            | 19,7                            | 23,7                            | 26,2                            | 25,7                            | 21,3                            | 15,4                            | 8,7                             | 4,6                             | 14,6                            |
| Средни температури (°C)               | −1,9                            | −1,7                            | 3,0                             | 9,6                             | 14,1                            | 18,1                            | 20,7                            | 20,2                            | 15,6                            | 9,9                             | 3,7                             | −0,6                            | 9,2                             |
| Средни минимални температури (°C)     | −5,6                            | −5,6                            | −0,8                            | 5,1                             | 9,6                             | 13,5                            | 16,1                            | 15,7                            | 11,2                            | 5,8                             | 0,2                             | −4,2                            | 5,1                             |
| Абсолютни минимални температури (°C)  | −27,2                           | −27,8                           | −22,5                           | −10,2                           | −2,8                            | 2,2                             | 6,4                             | 6,0                             | 0,0                             | −10                             | −23,1                           | −25                             | −27,8                           |
| Средни месечни валежи (mm)            | 31                              | 34                              | 53                              | 87                              | 136                             | 175                             | 113                             | 93                              | 74                              | 58                              | 46                              | 33                              | 933                             |
| ------------------------------------- | ------------------------------- | ------------------------------- | ------------------------------- | ------------------------------- | ------------------------------- | ------------------------------- | ------------------------------- | ------------------------------- | ------------------------------- | ------------------------------- | ------------------------------- | ------------------------------- | ------------------------------- |
| Източник: Погода и Климат             |                                 |                                 |                                 |                                 |                                 |                                 |                                 |                                 |                                 |                                 |                                 |                                 |                                 |

## Икономика
Тежката промишленост на града е представена от машиностроене и цветна металургия. Развита е и леката промишленост, в частност хранително-вкусовата. Дзауджикауската ВЕЦ снабдява града с електроенергия.

### Транспорт
Градският транспорт се обслужва от маршрутки, трамваи (от 1904 г.) и тролеи (от 1977 г.).
Летището на града се намира близо до Беслан, на 15 km северно от Владикавказ. Има железопътна линия до Беслан, който е железопътен възел към други градове.

## Образование

### Висше
- Североосетински държавен университет
- Северокавказски минно-металургичен институт
- Североосетински държавен педагогически институт
- Горски държавен аграрен университет
- Североосетинска държавна медицинска академия
- Съвременен хуманитарен университет
- Институт за бизнес и технологии на текстилната промишленост
- Владикавказски институт по мениджмънт
- Институт на цивилизацията
- Владикавказски институт за мода

### Техникуми и колежи
- Владикавказско духовно училище
- Владикавказски минно-металургически техникум
- Владикавказски колеж по електротехника
- Владикавказски техникум по железопътен транспорт
- Северокавказски строителен техникум
- Владикавказски търговско-икономически техникум
- Владикавказски финансово-икономически колеж
- Североосетински медицински колеж
- Владикавказско педагогическо училище № 2
- Североосетински държавен педагогически колеж
- Владикавказско училище по изкуства „С. Д. Адирхаев“
- Владикавказско художествено училище
- Североосетински републикански колеж на културата
- Владикавказско профессионално училище № 1

## Спорт
Местният футболен клуб се нарича „Алания“. Алания са шампион на Русия през 1995 г.
Друг известен футболен клуб е Автодор, но през 2011 е разформирован. ФК Владикавказ участва в Руска Втора Дивизия в началото на 90-те години под името Иристон, като за последно играе в ЛФЛ през сезон 2009 г.
Във Владикавказ се намира стадион Спартак с капацитет 32 000 зрители.

## Гробища
На територията на Владикавказ са разположени следните гробища:
- Алея на славата
- Мещанско
- Еврейско
- Северозападно
- Караван-Сарайно
- Гизелско
- Източно
- Шалдонско

## Известни личности
Родени във Владикавказ
- Валери Газаев (р. 1954), футболист
- Петър Святополк-Мирски (1857 – 1914), офицер и политик
- Алан Цагаев (р. 1977), щангист
- Марина Юденич (р. 1959), писателка
- Игор Яновски (р. 1974), футболист

Починали във Владикавказ
- Парфентий Кулебякин (1836 – 1906), офицер
- Иван Тамахкяров (?), български революционер